# Rodrigo García Luque
Rodrigo García Luque (Puente Genil, 1853-Puente Genil, 1925) fue un maestro de obras español. 

## Biografía
Nació en el municipio cordobés de Puente Genil el 21 de septiembre de 1853. Descendía de toda una generación de maestros de obras, profesión que él continuaría. Desarrolló buena parte de su actividad profesional en su localidad natal, donde fue autor de trabajos notables como la fábrica de electricidad «La Aurora» (1894), el Casino Liceo (1897), el Teatro-Circo (1902), El Morabito (1921), etc. Dentro del conjunto de la Colonia industrial Nuestra Señora del Carmen intervino en la construcción de la fábrica de harinas y, junto a su hermano, de la Iglesia de Nuestra Señora del Carmen.